# 송한록
송한록(2004년 1월 7일 ~ )는 대한민국의 축구 선수로, 포지션은 미드필더이다. 현재 파주시민축구단 소속이다.